# Hepatite autoimune
A hepatite autoimune (HAI) é uma doença autoimune causada por um distúrbio do sistema imunológico, que passa a reconhecer as células do fígado (principalmente hepatócitos) como estranhas e desencadeia uma inflamação crônica e destruição progressiva das mesmas, evoluindo na maioria dos casos diagnosticados para cirrose e suas complicações. Cirrose biliar primária, colangite esclerosante primária, colangite autoimune e outras hepatopatias crônicas que têm bases imunológicas, pelas suas manifestações colestáticas e pela resposta insatisfatória à corticoterapia.
A hepatite autoimune provavelmente é um conjunto de doenças diferentes, como pode-se observar pelas manifestações, achados laboratoriais, evolução e resposta ao tratamento tão distintos que o diagnóstico faz-se por meio de um sistema de score (pontuação) e há descrições de subtipos diferentes de hepatites autoimunes, descritos abaixo.

## Características
A hepatite autoimune é caracterizada por:
- anticorpos contra pontos específicos dos hepatócitos (nucleares, citosólicos ou microssomais);
- aumento nas gamaglobulinas (proteínas do sistema imunológico), especialmente a IgG;
- pelo menos hepatite de interface (necrose em saca-bocado ou hepatite periportal) à biópsia hepática;
- melhora com a corticoterapia;
- os primeiros sintomas surgem em períodos de exacerbação da doença, podendo ser fatais;
- ausência de achados clínicos ou laboratoriais que indiquem outra causa para a hepatite.

## Sintomas
Alguns sintomas que podem ajudar no diagnóstico da doença:
- Fadiga;
- Mal estar;
- Perda de energia;
- Maior necessidade de sono;
- Dores articulares;
- Náusea;
- Perda de apetite;
- Perda de peso;
- Dor abdominal;
- Icterícia (cor amarelada de pele e mucosas[principalmente na esclera ocular{parte branca dos olhos}]);
- Hematomas;
- Amenorréia (ausência de fluxo menstrual).

## Diagnóstico
Como não há um exame específico para a HAI, o diagnóstico é baseado em um score (sistema de pontos), onde características da HAI "ganham" pontos e características que sugiram outras causas "perdem" pontos. Antes do tratamento, pontuação maior de 15 significa diagnóstico de certeza e de 10 a 15 seria uma "provável" HAI. Como uma das características da HAI é a melhora com a corticoterapia, há pontuação após o tratamento: acima de 17, "certeza" e entre 12 e 17 "provável". Essa diferenciação existe porque geralmente é necessário um diagnóstico provável ou de certeza para começar um tratamento. Se esse tratamento não surtir nenhum efeito benéfico, é pouco provável que o diagnóstico de HAI esteja correto.